# Rebellion
«Rebellion» — (в пер. з англ. «Повстання») пісня, записана американською рок-групою
Linkin Park для шостого студійного альбому Linkin Park The Hunting Party,. У записі пісні брав участь вірмено-американський мультиінструменталіст Дарон Малакян, учасник гурту System of a Down, який грав на гітарі. Трек вийшов як друге промо сингла 4 червня 2014, а 13 жовтня 2014 року як четвертий офіційний сингл з альбому.

## Список композицій
| Версія для завантаження | Версія для завантаження                | Версія для завантаження     | Версія для завантаження | Версія для завантаження |
| #                       | Назва                                  | Автор                       | Продюсер(и)             | Тривалість              |
| ----------------------- | -------------------------------------- | --------------------------- | ----------------------- | ----------------------- |
| 1.                      | «Rebellion (за участі Дарона Малакяна» | Linkin Park , Дарон Малакян | Делсон, Шинода          | 3:44                    |

## Музиканти
Linkin Park
- Честер Беннінґтон — вокал

- Майк Шинода — вокал, ритм-гітара, клавішні

- Бред Делсон — соло-гітара

- Девід Майкл Фаррел — бас-гітара

- Джо Хан — семплінг
- Роберт Бурдон — ударні

Запрошені музиканти
- Дарон Малакян  — Додаткова гітара

## Позиції в чартах
| Чарти (2014)                          | Позиція |
| ------------------------------------- | ------- |
| Франція (SNEP)                        | 83      |
| UK Rock (The Official Charts Company) | 13      |
| США Hot Rock Songs                    | 21      |
| США Mainstream Rock                   | 20      |

## Історія релізу
| Регіон          | Час             | Формат                  | Лейбл                |
| --------------- | --------------- | ----------------------- | -------------------- |
| Світ            | 4 червня, 2014  | Версія для завантаження | Warner Bros. Records |
| Сполучені Штати | 13 жовтня, 2014 | Active rock радіо       | Warner Bros. Records |